# آپارنا رائو
آپارنا رائو (انگلیسی: Aparna Rao; ۳ فوریهٔ ۱۹۵۰ – ۲۸ ژوئن ۲۰۰۵) انسان‌شناس آلمانی بود که مطالعاتی دربارهٔ گروه اجتماعی در افغانستان، فرانسه و برخی مناطق هند انجام داد. پژوهش‌های دکتری او بر جغرافیای انسانی، قوم‌نگاری و اسلام‌شناسی متمرکز بود. رائو در دانشگاه کلن انسان‌شناسی تدریس کرد و مدتی به عنوان رئیس بخش قوم‌نگاری در مؤسسه مطالعات جنوب آسیا در دانشگاه هایدلبرگ، آلمان فعالیت داشت.
پژوهش‌های رائو بر عشایر کوچ‌نشین و جوامع کشاورزی در افغانستان، فرانسه، جامو، کشمیر و غرب راجستان متمرکز بود. او تأثیر درگیری کشمیر بر محیط زیست و زندگی مردم را مورد بررسی قرار داد. اثر او در سال ۱۹۸۲ با عنوان غربَت‌های افغانستان: جنبه‌های اقتصادی یک گروه کوچ‌نشین جات به ترکیب قومی و اقتصاد محلی افغانستان پرداخت. کتاب وی با عنوان خودمختاری: چرخه زندگی، جنسیت و وضعیت در میان دامداران هیمالیا در سال ۱۹۹۹ جایزه چوِیس را دریافت کرد.

## زندگی و تحصیلات اولیه
آپَرنا رائو در دهلی نو، هند در خانواده‌ای متولد شد که والدینش از دانش‌آموختگان دانشگاه آکسفورد و از فعالان سیاسی بودند. او در سال ۱۹۸۰ با مایکل جی. کازیمیر (*۱۹۴۲ در برلین)، قوم‌نگاری که در سال ۲۰۲۰ به عنوان بازنشستگی افتخاری از مؤسسه انسان‌شناسی اجتماعی و فرهنگی دانشگاه کلن بازنشسته شد، ازدواج کرد.
رائو در دانشگاه استراسبورگ در رشته‌های ادبیات فرانسه، زبان‌شناسی، انسان‌شناسی فرهنگی، انسان‌شناسی زیستی، جامعه‌شناسی و قوم‌نگاری تحصیل کرد. او در سال ۱۹۷۴ مدرک کارشناسی ارشد انسان‌شناسی خود را از دانشگاه استراسبورگ دریافت کرد و در سال ۱۹۸۰ دکترای خود را در رشته قوم‌نگاری از دانشگاه پاریس-سوربن به پایان رساند. رائو در طول تحصیلات دکتری خود بر جغرافیای انسانی، قوم‌نگاری و اسلام‌شناسی تمرکز داشت. او به زبان‌های بنگالی، انگلیسی، فرانسوی، آلمانی، هندی، زبان فارسی، زبان رومانی و اردو سخن می‌گفت.

## دوران دانشگاهی
رائو به عنوان دانشیار انسان‌شناسی در دانشگاه کلن تدریس می‌کرد. او در سال ۱۹۸۱ عضو جامعه آسیایی شد. از سال ۱۹۹۳ تا ۱۹۹۵، رئیس دپارتمان قوم‌نگاری در مؤسسه جنوب آسیا در دانشگاه هایدلبرگ آلمان بود. از ۱۹۹۵ تا ۱۹۹۸، او به همراه مایکل کازیمیر به عنوان رئیس مشترک کمیسیون مردمان کوچ‌نشین در اتحادیه بین‌المللی علوم مردم‌شناسی و انسان‌شناسی خدمت کرد. او عضو هیئت مدیره انجمن مطالعات مردمان کولی بود. او همچنین سردبیر مجله نو-مَدیک پی-پِلز بود.
بین سال‌های ۱۹۹۵ تا ۱۹۹۷، او به عنوان دانشمند مهمان در مؤسسه مطالعات توسعه در جیپور حضور داشت و بین سال‌های ۲۰۰۳ تا ۲۰۰۴ نیز در مرکز مطالعات جوامع در حال توسعه در دهلی فعالیت کرد. پیش از درگذشتش در ژوئن ۲۰۰۵، قرار بود به عنوان مدیر تحقیقات در مدرسه عملی پژوهش‌های عالی در پاریس مشغول به کار شود.

## پژوهش
رائو تحقیقات میدانی دربارهٔ کشاورزی، دامداری و عشایر کوچ‌نشین انجام داد. او در زمینه اقتصاد، قومیت، روابط جنسیتی و سازمان اجتماعی مردمان کوچ‌نشین و دوره‌گرد در افغانستان، فرانسه و کشمیر پژوهش کرد. او شناخت، اقتصاد، محیط‌زیست و تغییرات اجتماعی را در میان گروه‌های اجتماعی راجستان و کشمیر مطالعه کرد.
طبق گفته جادویکا پستروژینسکا، او با استفاده از دانش بومی خود از یکی از زبان‌های هندی، پدیده‌هایی را در زبان‌های افغانستان کشف کرد که پیش از آن مشاهده نشده بودند. در افغانستان، رائو چهار طایفه جلالی، پیکراج، شادباز و وانگاوالا را شناسایی کرد که از نظر زبان‌شناختی و فرهنگی به مردم کولی نزدیک بودند. در سال ۲۰۰۴، جمعیت این چهار طایفه حدود ۷٬۰۰۰ نفر برآورد شد. بین سال‌های ۱۹۸۰ تا ۱۹۹۲، او تحقیقاتی دربارهٔ استقلال و هویت فرهنگی باکروال‌ها انجام داد.

## یادداشت
1. ↑  The Ghorbat of Afghanistan. Economic Aspects of an Itinerant Group 'Jat'